# Ruggero III di Foix
Ruggero III di Foix; in francese: Roger III de Foix (seconda metà dell'XI secolo – 1148 circa) fu conte di Foix dal 1124 fino alla sua morte.

## Origine

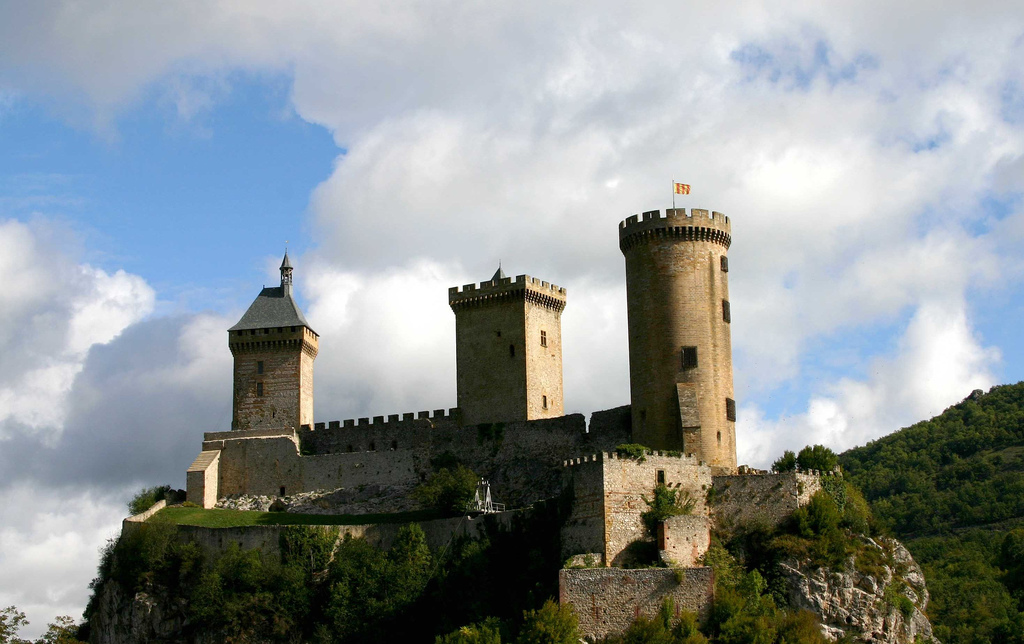
Il castello di Foix

Ruggero, secondo il documento n° LXXIII del volume IV delle Note della Histoire Générale de Languedoc, Tome IV, era figlio del conte di Foix, Ruggero II e della seconda moglie Stefania di Besalù, che, secondo la Histoire générale de Languedoc era una nobile originaria della Bassa Provenza (dame du pays de marches de la Basse Provence), figlia di Guglielmo II Trunus di Besalú e Ripoll, ( † verso il 1066) e della moglie, che secondo il documento n° 364 delle Preuves de l'Histoire Générale de Languedoc, Tome V, era Stefania di Provenza ( † 1085), che era figlia del conte di Provenza e conte di Arles, Goffredo I.

Ruggero II di Foix era il figlio primogenito del conte di Carcassonne, di Couserans e di Foix, Pietro I Bernardo (come ci informa il documento n° 110 del Recueil des chartes de l'Abbaye de La Grasse. T. I, 779-1119 -Rodgerii comitis filii sui-) e di Letgarda (come ci informa il documento n° 312.I della Histoire Générale de Languedoc, Preuves, Tome V, inerente ad una donazione di Ruggero assieme alla madre), una nobile di origine ignota.

## Biografia
Nel 1108 Ruggero compare citato insieme al padre, Ruggero II, nel documento n° 431 della Histoire Générale de Languedoc, Tome V, che attesta la restituzione di una proprietà all'abbazia di Alet, nel Cantone di Couserans-Est.
Nel 1121 Ruggero compare citato ancora insieme al padre, Ruggero II, ed ai fratelli, Bernardo e Pietro, nel documento n° 476 della Histoire Générale de Languedoc, Tome V, che attesta una donazione all'abbazia di Lezat.
Suo padre, Ruggero II, morì verso il 1124 e Ruggero gli succedette nella contea di Foix, come Ruggero III.
Il primo di aprile dell'anno successivo, nel documento n° 490 delle Preuves de l'Histoire Générale de Languedoc, Tome V, Ruggero, col titolo di conte di Foix (Rogerius comes Fuxensis), conferma a Bernardo Aton IV Trencavel la rinuncia alla contea di Carcassonne, confermandolo visconte di Carcassonne, come già aveva fatto suo padre, Ruggero II, con la cugina Ermerngarda, madre di Bernardo Aton IV Trencavel, come riporta il documento n° 388 della Histoire Générale de Languedoc, Preuves, Tome V.
Nel 1129 Ruggero, come attesta il documento n° LXXIII del volume IV delle Note della Histoire Générale de Languedoc, Tome IV, restituì alcuni beni alla chiesa di Pamiers, città che era stata fondata da suo padre, nel 1111, col nome di Castrum Appamiae, in memoria degli eventi bellici legati alla sua partecipazione alla Prima Crociata.
Il documento n° 533 della Histoire Générale de Languedoc, Tome V, attesta, nel 1136, il rilascio da parte di Ruggero e della moglie, Jimena di Barcellona, di una Commenda alla chiesa di Foix.
Alcuni datano la morte di Ruggero III nel 1144, tra i quali la Chroniques romanes des comtes de Foix, prontamente smentita dalla nota 3; secondo la Histoire générale de Languedoc, tomus IV, Ruggero fece una restituzione di diritti alla chiesa di Foix, nel 1145 e morì prima del 1149; gli succedette il figlio maschio, Ruggero Bernardo, che nel 1149, secondo il documento n° CXXXVIII delle Preuves de l'Histoire Générale de Languedoc, Notes, tomus IV, viene citato come conte di Foix (Roggerus-Bernardi comes Fuxensis) .

## Matrimonio e discendenza
Ruggero, nel 1117 circa, aveva sposato Jimena di Barcellona ( † dopo il 1136), come viene ricordato nel testamento di Raimondo Berengario III di Barcellona (non consultato) e come conferma anche la Chroniques romanes des comtes de Foix; Jimena era figlia del conte di Barcellona, Gerona e Osona, conte di Provenza, e conte di Cerdagna, Raimondo Berengario III e della prima moglie (come conferma lo storico spagnolo, Rafael Altamira y Crevea), come sostiene lo storico spagnolo, Pròsper de Bofarull, Maria Díaz de Vivar (ca. 1081-1105), seconda figlia del Cid Campeador e della cugina del re di León e Castiglia, Alfonso VI, doña Jimena, figlia del conte di Oviedo e delle Asturie Diego Fernández e della contessa Cristina Fernández. Secondo altri storici Jimena era figlia della terza moglie di Raimondo Berengario III, la Contessa di Provenza, Dolce I; Jimena, secondo la Marca Hispanica, aveva sposato, nel 1107, il Conte di Besalú, Bernardo III († 1111).

Jimena viene citata nel documento n° 533 della Histoire Générale de Languedoc, Tome V, che attesta, nel 1136, il rilascio da parte di Ruggero e della moglie di una Commenda alla chiesa di Foix e anche nel documento XCVIII delle Preuves de l'Histoire Générale de Languedoc, Notes, tomus IV (Rogerius comes Fuxensis et Essena coniux ipsius); ed ancora nel documento CXXXVIII, del 1149, delle Preuves de l'Histoire Générale de Languedoc, Notes, tomus IV, redatto dal figlio, Ruggero Bernardo (Roggerus-Bernardi comes Fuxensis, filius Roggerii et Xaminiæ) .
Ruggero dalla moglie, Jimena, ebbe tre figli:
- Brandimena (prima del 1120-?), che sposò Guillermo de Adona, Visconte di Sault, come risulta dal documento n° LXXXV, del 1131, del volume IV delle Note della Histoire Générale de Languedoc, Tome IV, inerente ad una donazione di Ruggero III alla figlia ed al genero[22];
- Ruggero Bernardo (Foix, 1130-novembre 1188), conte di Foix[8] ;
- Dolce (1143-1209), che secondo le Ex Gesta Comitum Barcinonensium, sposò il conte di Urgell, Ermengol VIl[23] .

## Ascendenza
|                        |   |                              | Genitori                  |  |  | Nonni |  |  | Bisnonni                 |  |  | Trisnonni                |  |
|                        |   |                              |                           |  |  |       |  |  | Bernardo Ruggero di Foix |  |  | Ruggero I di Carcassonne |  |
|                        |   |                              |                           |  |  |       |  |  | Bernardo Ruggero di Foix |  |  | Ruggero I di Carcassonne |  |
|                        |   | Adele di Pons                |                           |  |  |       |  |  | Bernardo Ruggero di Foix |  |  |                          |  |
| Pietro I di Foix       |   |                              |                           |  |  |       |  |  | Bernardo Ruggero di Foix |  |  |                          |  |
|                        |   | Garsenda di Bigorre          | Garcia Arnaldo di Bigorre |  |  |       |  |  |                          |  |  |                          |  |
|                        |   | Garsenda di Bigorre          | Garcia Arnaldo di Bigorre |  |  |       |  |  |                          |  |  |                          |  |
|                        |   | Garsenda di Bigorre          | Riccarda di Astarac       |  |  |       |  |  |                          |  |  |                          |  |
| Ruggero II di Foix     |   | Garsenda di Bigorre          |                           |  |  |       |  |  |                          |  |  |                          |  |
|                        |   | …                            | …                         |  |  |       |  |  |                          |  |  |                          |  |
|                        |   | …                            | …                         |  |  |       |  |  |                          |  |  |                          |  |
|                        |   | …                            | …                         |  |  |       |  |  |                          |  |  |                          |  |
| Letgarda               |   | …                            |                           |  |  |       |  |  |                          |  |  |                          |  |
|                        |   | …                            | …                         |  |  |       |  |  |                          |  |  |                          |  |
|                        |   | …                            | …                         |  |  |       |  |  |                          |  |  |                          |  |
|                        |   | …                            | …                         |  |  |       |  |  |                          |  |  |                          |  |
| Ruggero III di Foix    |   | …                            |                           |  |  |       |  |  |                          |  |  |                          |  |
|                        | … | …                            |                           |  |  |       |  |  |                          |  |  |                          |  |
|                        | … | …                            |                           |  |  |       |  |  |                          |  |  |                          |  |
|                        | … | …                            |                           |  |  |       |  |  |                          |  |  |                          |  |
| Guglielmo II di Besalu | … |                              |                           |  |  |       |  |  |                          |  |  |                          |  |
|                        |   | …                            | …                         |  |  |       |  |  |                          |  |  |                          |  |
|                        |   | …                            | …                         |  |  |       |  |  |                          |  |  |                          |  |
|                        |   | …                            | …                         |  |  |       |  |  |                          |  |  |                          |  |
| Stefania di Besalu     |   | …                            |                           |  |  |       |  |  |                          |  |  |                          |  |
|                        |   | Goffredo I di Provenza       | Guglielmo II di Provenza  |  |  |       |  |  |                          |  |  |                          |  |
|                        |   | Goffredo I di Provenza       | Guglielmo II di Provenza  |  |  |       |  |  |                          |  |  |                          |  |
|                        |   | Goffredo I di Provenza       | Gerberga di Borgogna      |  |  |       |  |  |                          |  |  |                          |  |
| Stefania di Provenza   |   | Goffredo I di Provenza       |                           |  |  |       |  |  |                          |  |  |                          |  |
|                        |   | Stefania o Dolce di Provenza | Guglielmo II di Marsiglia |  |  |       |  |  |                          |  |  |                          |  |
|                        |   | Stefania o Dolce di Provenza | Guglielmo II di Marsiglia |  |  |       |  |  |                          |  |  |                          |  |
|                        |   | Stefania o Dolce di Provenza | …                         |  |  |       |  |  |                          |  |  |                          |  |
|                        |   | Stefania o Dolce di Provenza |                           |  |  |       |  |  |                          |  |  |                          |  |

### Fonti primarie
- (LA)  Histoire Générale de Languedoc, Tome IV, Notess.
- (LA)  Histoire Générale de Languedoc, Preuves, Tome V.
- (LA)  Recueil des chartes de l'Abbaye de La Grasse. T. I, 779-1119.
- (LA)  Rerum Gallicarum et Francicarum Scriptores, tomus XII.
- (LA)  Marca Hispanica, Appendix.
- (OC, FR)  Chroniques romanes des comtes de Foix.

### Letteratura storiografica
- Rafael Altamira, La Spagna (1031-1248), in «Storia del mondo medievale», vol. V, 1999, pp. 865–896
- (FR)  Histoire générale de Languedoc, tomus II.